# Akka Sellowa
Akka Sellowa (Acca sellowiana Berg) – gatunek rośliny z rodziny mirtowatych, nazwa rośliny i owocu tropikalnego. Występuje na terenach Ameryki Południowej, w Brazylii, w Urugwaju i Argentynie. W uprawie spotkać ją można we Francji, w Australii, w Nowej Zelandii, w zachodniej części USA (Kalifornia).

## Morfologia

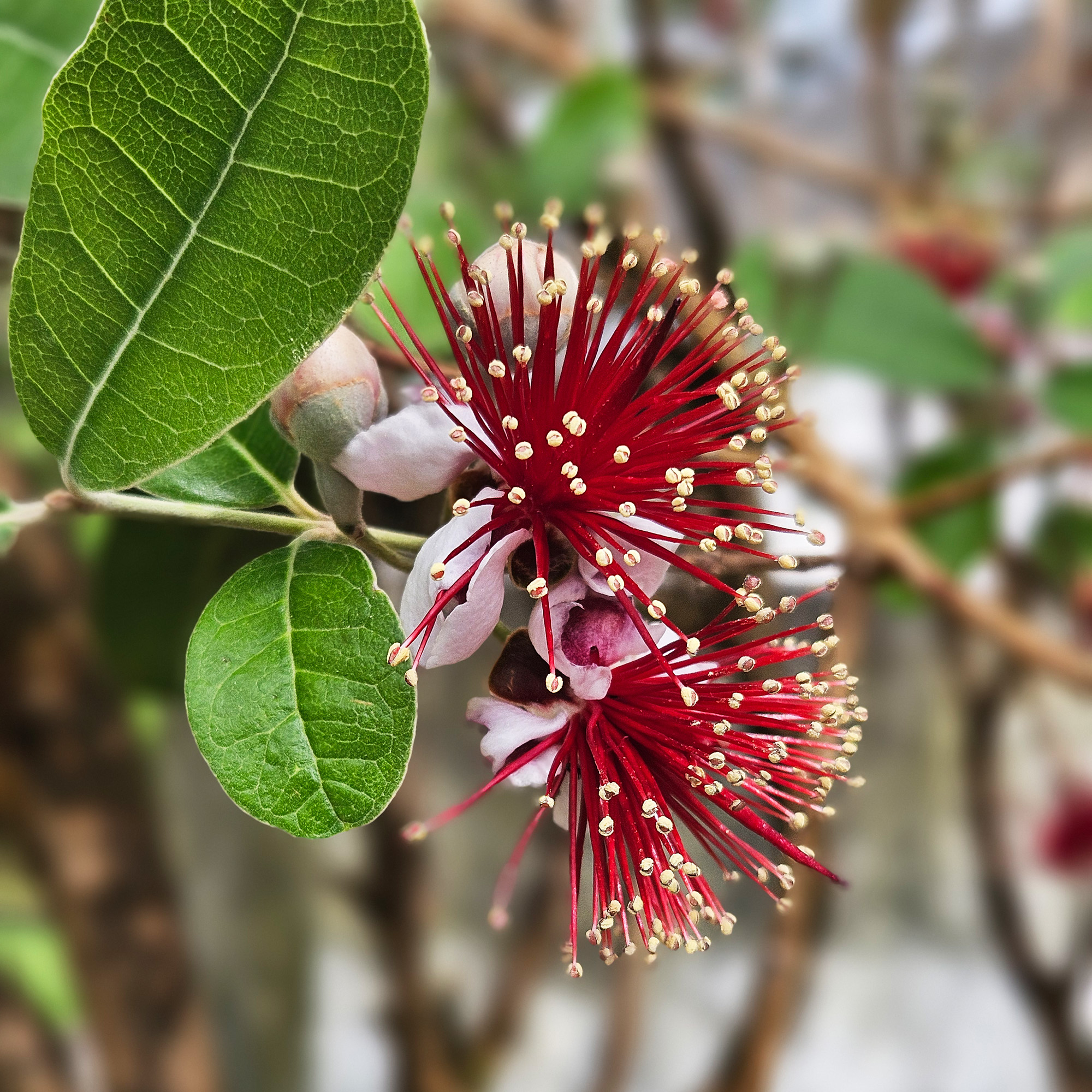
Kwiaty

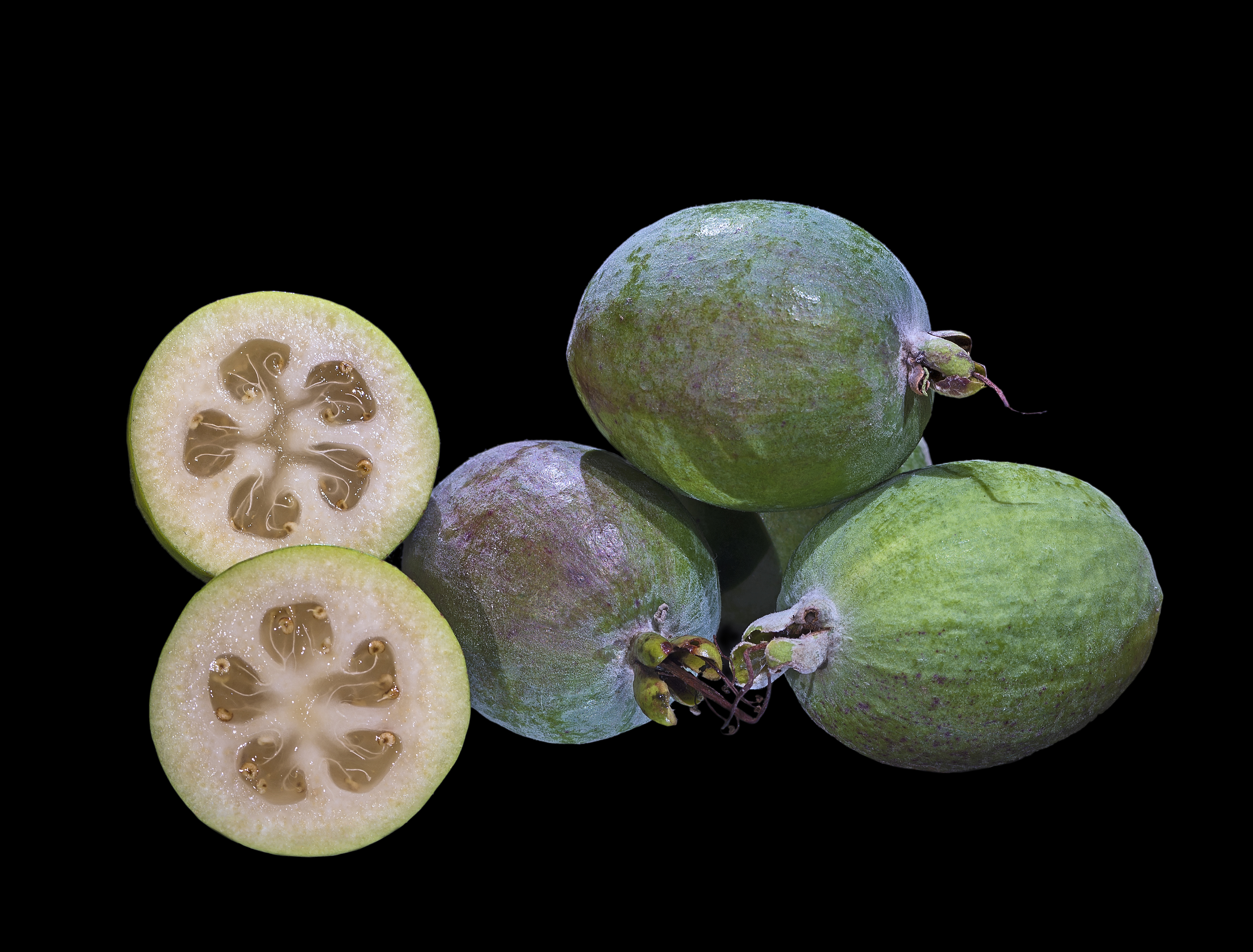
Dojrzałe owoce

PokrójKrzew lub niskie drzewo wysokości do 2–3 metrów.
LiścieSkórzaste, naprzeciwległe, eliptycznego kształtu, w górnej części błyszczące, od dołu srebrzystoszarego koloru.
KwiatyOsadzone w kątach liści pojedynczo lub w małych grupach po 3–5 sztuk, z kielichem omszonym.
OwocPodługowata jagoda, długości 4–5 cm, w kolorze szarozielonym. W pełni dojrzałe czerwonobrązowe z resztkami działek kielicha. Miąższ biały z licznymi pestkami, jadalny, aromatyczny, o zapachu ananasa.

## Zastosowanie
Owoc jadalny w stanie surowym. Używany do sporządzania dżemów, marmolad, galaretek.
W lecznictwie używana ze względu na zawartość związków jodu.